# Bande des 630 mètres

Régions en vert et bleu où les radioamateurs sont autorisés à émettre dans la bande.Et en rouge l'interdiction d'émettre.

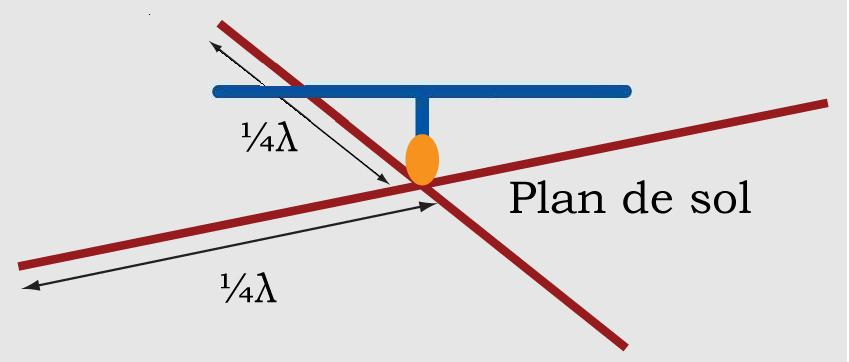
Antenne en T (de couleur bleue) sur un plan de sol en 4 radiants (de couleur rouge).

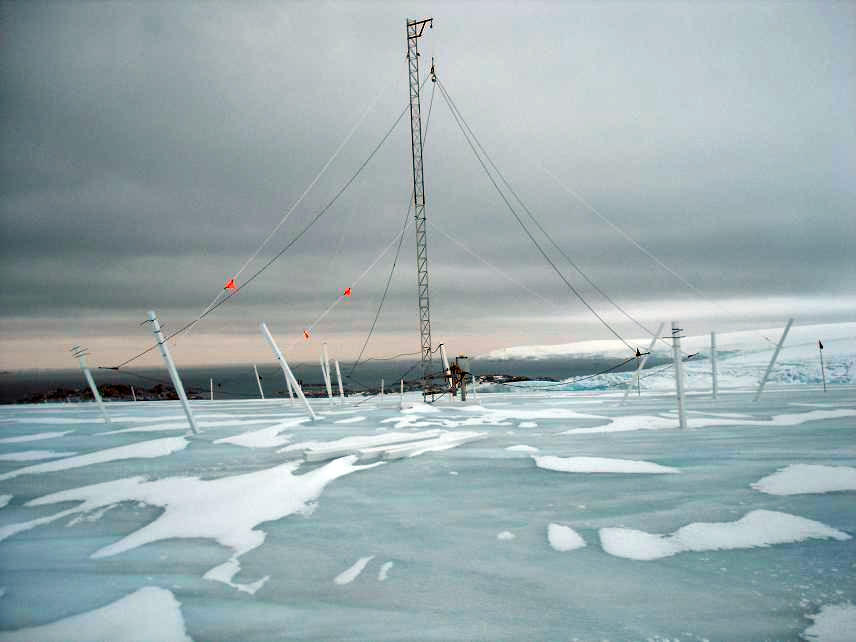
Antenne parapluie.

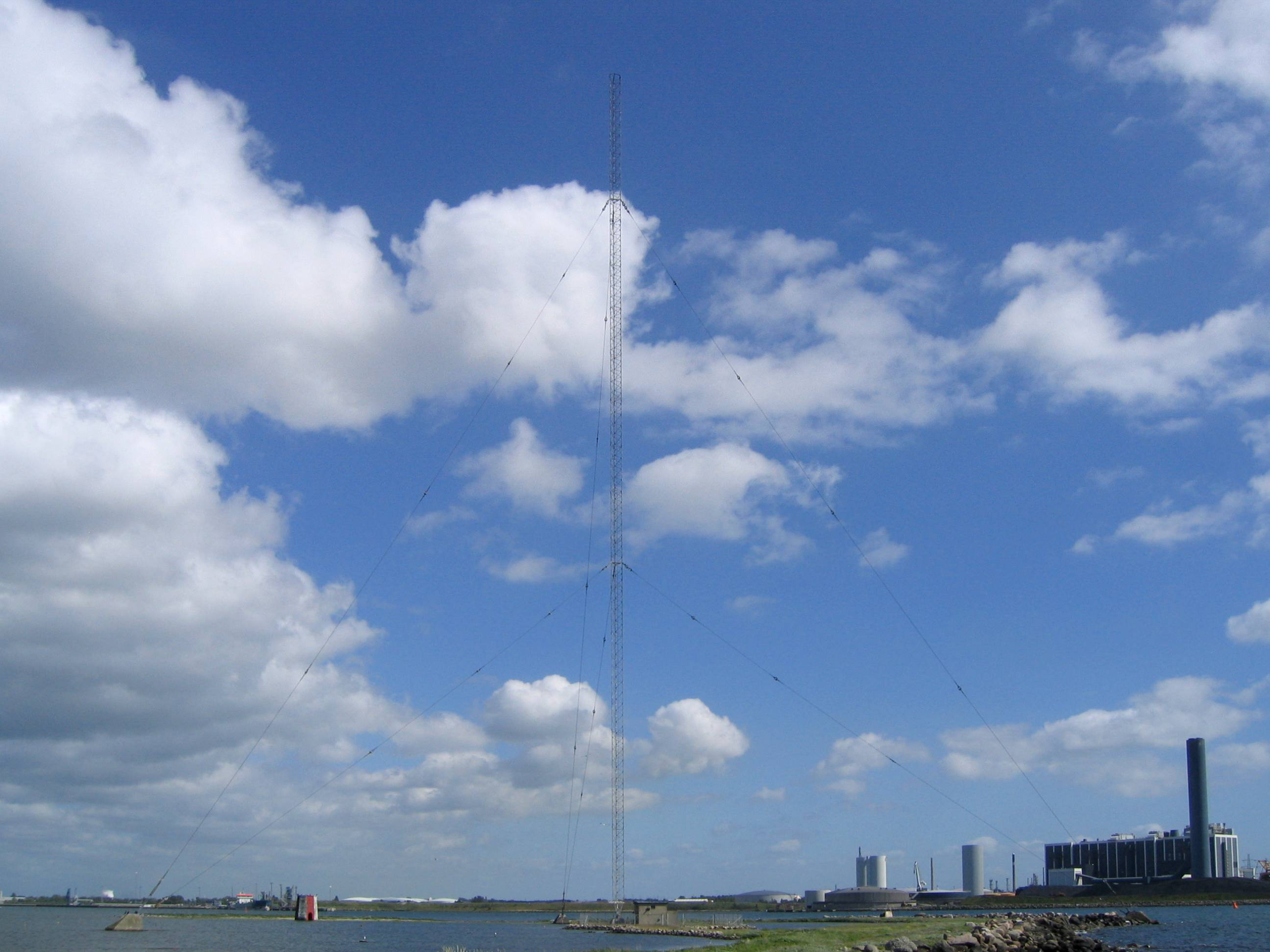
Antenne verticale de 147 mètres

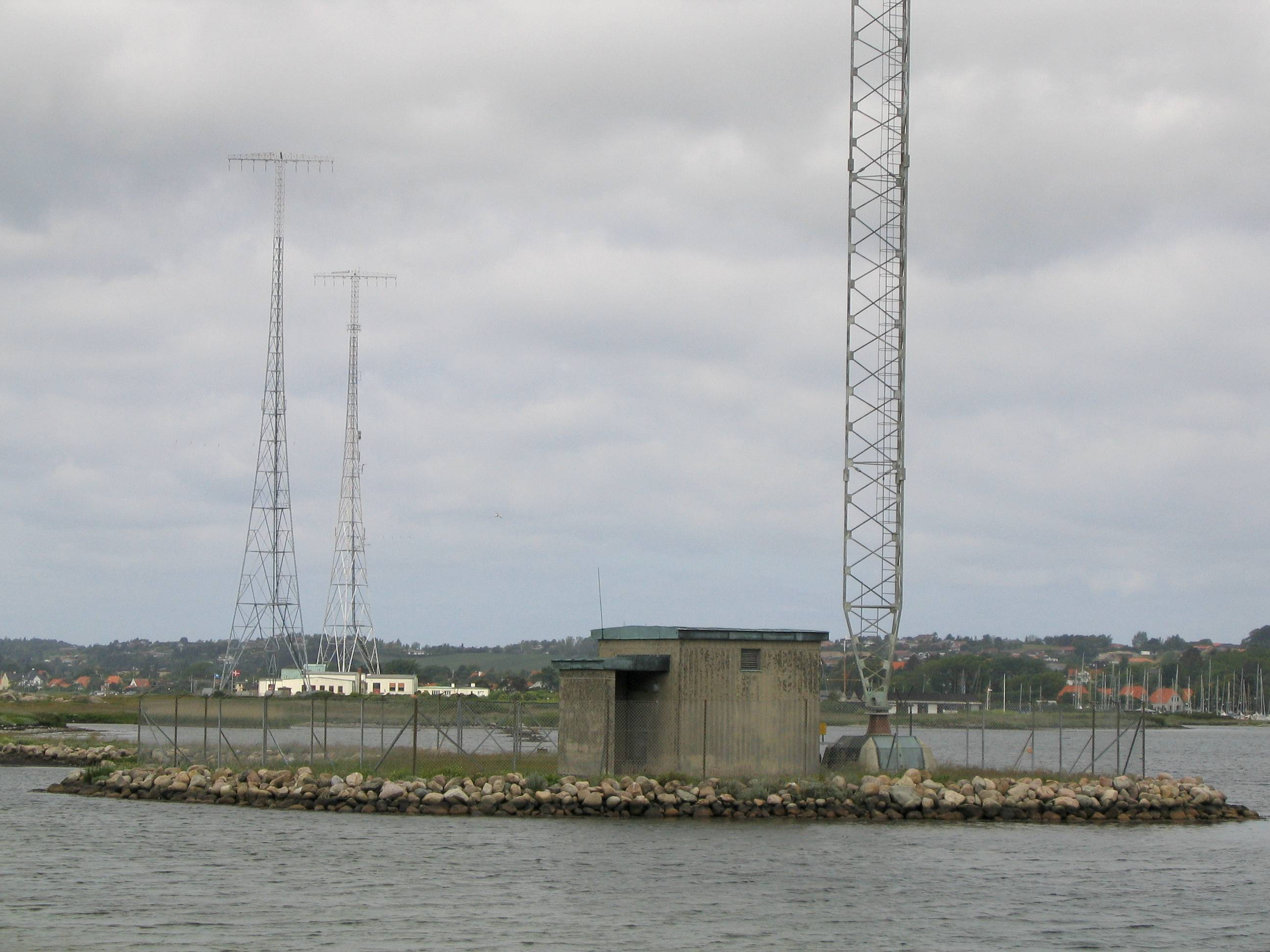
Isolateur de l'antenne verticale

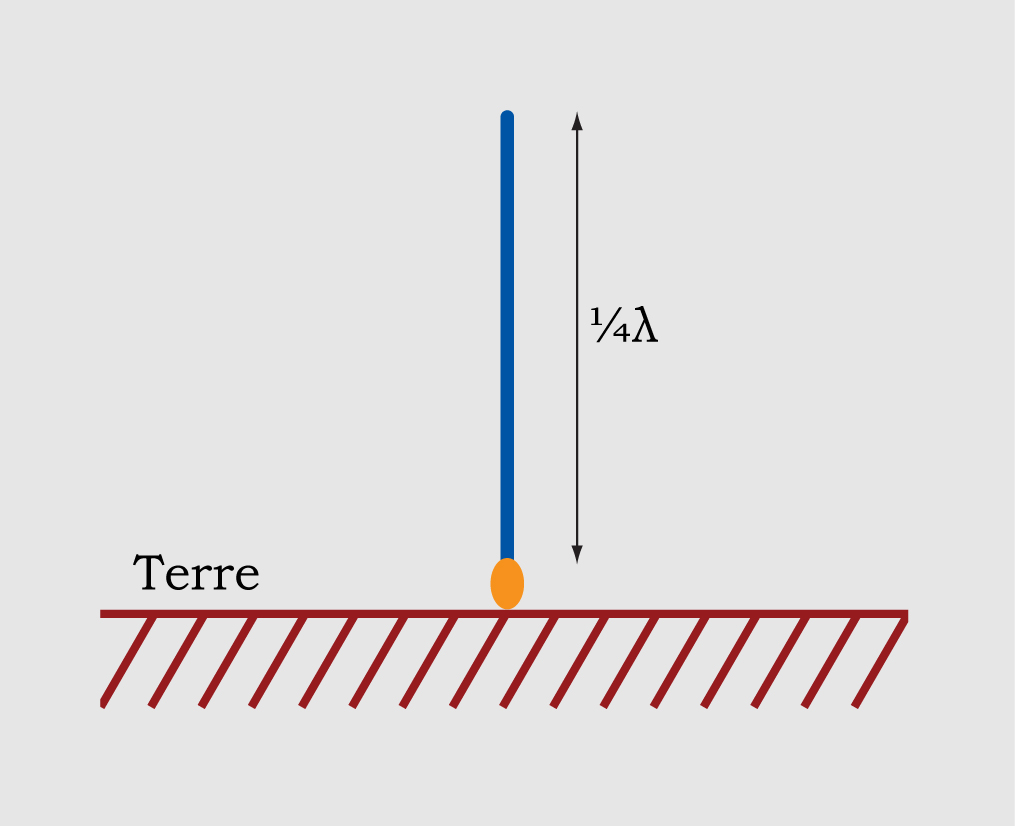
Antenne verticale pour la propagation par onde de sol sur la surface de la Terre.

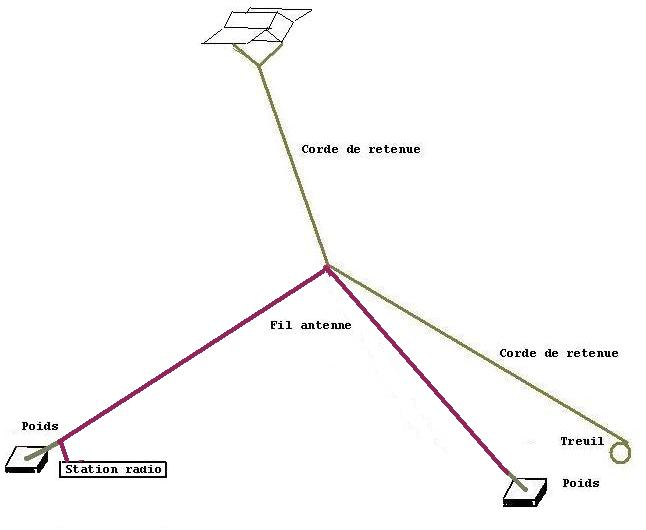
Cerf-volant portant une antenne en L renversé pour les radiocommunications

Depuis la conférence mondiale des radiocommunications de 2012, la bande des 630 mètres désignée aussi par la bande 472 à 479 kHz (635,6 mètres à 626,3 mètres) du service radioamateur à titre secondaire est destinée à établir des radiocommunications de loisir, la bande des 630 mètres (aussi pouvant être désignée bande des 600 mètres) prend effet avec l'adoption des actes finaux de la conférence et sera déterminé par chaque administration autour du globe .

Le service radioamateur ne doit pas être utilisé dans ces pays : Algérie, Arabie saoudite, Azerbaïdjan, Bahreïn, Biélorussie, Chine, Comores, Djibouti, Égypte, Émirats arabes unis, Russie, Irak, Jordanie, Kazakhstan, Koweït, Liban, Libye, Mauritanie, Oman, Ouzbékistan, Qatar, Syrie, Kirghizistan, Somalie, Soudan, Tunisie et Yémen; car l'utilisation de la bande comprise de 415 kHz à 526,5 kHz est exclusive aux services maritime et aéronautique . 
Cette bande est utilisable pour le trafic radio régional par onde de sol, utilisable pour les radiocommunications (sur terre jusqu'à environ 200 km) indépendamment de l'ionosphère ou (des perturbations de l'ionosphère).

Cette bande est utilisable pour le trafic radio interrégional lorsqu’il fait nuit entre le lieu d’émission et de réception.
Cette bande est utilisable pour les systèmes de transmission par le sol des radiocommunications en milieu souterrain, utilisé en spéléologie, en particulier pour les opérations de secours.

## Historique
En France cette bande a fonctionné de 1904 à 1997. À ce jour, une flotte de navire ou d'aéronef effectuant des liaisons radiotélégraphiques n’a plus d’interconnexion possible avec les stations SMDSM 1999.
- La fréquence 500 kHz de la bande des 600 mètres a été créée par la conférence télégraphique de 1903 puis par la conférence de Berlin de 1906 ( [3] ).
- Dans le cadre du SMDSM de 1999, la France interrompt définitivement l'emploi de la radiotélégraphie morse dans les bandes marines depuis les navires français. La fonction d'officier radiotélégraphiste embarqué disparaît alors ( [4] ).
- Pour l'année 2010, les pays suivants signalent la présences de leurs stations côtières marines et de leur flotte de navires dans la bande comprise de 415 kHz à 526,5 kHz ( [5] ). 
Argentine, Arabie saoudite, Azerbaïdjan, Chine, Cameroun, République du Congo, Djibouti, Érythrée, États-Unis, Italie, Indonésie, Irlande, Oman, Pakistan, Roumanie, fédération de Russie, Seychelles, Samoa américaines.
- L'union internationale des radioamateurs IARU fait inclure dans l'ordre du jour de la conférences mondiale des radiocommunications de 2012 l'élément suivant : Attribution de la bande 495 kHz à 510 kHz au service radioamateur à titre secondaire ou primaire [6], afin de mettre au point des systèmes à onde de sol fiables pour les secours en cas de catastrophe et de disposer de fréquences pour des expériences de traitement numérique des signaux[7].
- 2012 La conférences Mondiale des radiocommunications de 2012 à Genève approuve l'usage exclusif de la bande de fréquence 495 kHz à 505 kHz pour les services maritimes (et donc refuse d'attribuer la bande 495 kHz à 510 kHz au service radioamateur et donne une attribution de la bande 472 à 479 kHz (635,6 mètres à 626,3 mètres) désignée aussi par sa longueur d'onde de 630 mètres[8],[9] au service radioamateur[9]).
- En 2013 en France le projet de TNRBF prévoit, pour le service amateur, l’attribution à l’ARCEP de la bande 472-479 kHz à titre secondaire, qui permettra de répondre aux besoins de la communauté des radioamateurs[10].
- En 2014 en France la bande 472-479 kHz est ouverte à titre secondaire aux radioamateurs[8].

## La manœuvre d’une stationradioamateur
Pour manœuvrer une station radioamateur dans la bande de 630 mètres, il est nécessaire de posséder un Certificat d'opérateur du service amateur de classe HAREC .

## Utilisation de la bande
La réunion plénière de la CMR-12 a approuvé en première et deuxième lectures le texte révisé du point 1.23 de l'ordre du jour.

Ceci signifie que la conférence a conclu sur une allocation globale au service amateur à titre secondaire de la bande 472-479 kHz avec une puissance apparente rayonnée maximale de 1 W (PIRE).
 
Les administrations peuvent toutefois autoriser une puissance maximum de 5W (PIRE) pour des stations situées à plus de 800 km des frontières de pays figurant ci dessous .

L'utilisation de la bande est exclusive aux services maritime et aéronautique en:

Algérie, Arabie saoudite, Azerbaïdjan, Bahreïn, Biélorussie, Chine, Comores, Djibouti, Égypte, Émirats arabes unis, Russie, Irak, Jordanie, Kazakhstan, Koweït, Liban, Libye, Mauritanie, Oman, Ouzbékistan, Qatar, Syrie, Kirghizistan, Somalie, Soudan, Tunisie et Yémen.
 Le service radioamateur ne doit pas être utilisé dans ces pays ci-haut mentionnés dans la bande de fréquences 415 kHz à 526,5 kHz, et ceci doit être pris en considération par les pays autorisant une telle utilisation.
- Chaque station maritime et aéronautique équipée d'une station radiotélégraphie morse sur ondes hectométrique dans la bande comprise de 415 kHz à 526,5 kHz[12] est en veille sur 500 kHz et c'est là qu'il sera appelé. Puis les stations conviennent d'une fréquence de dégagement. La communication terminée, la station revient sur 500 kHz [13].

- Depuis le SMDSM 1999, les stations ne sont plus tenues à l'écoute obligatoire du canal 500 kHz (maritime et aéronautique).

- Les stations maritimes et aéronautiques faisant des émissions radiotélégraphiques Morse en bande latérale unique dans la bande comprise de 415 kHz à 526,5 kHz utilisent à cette fin la bande latérale supérieure [14].

## Signal de sécurité et vie humaine
Pour la sécurité et vie humaine, la cadence de la manipulation télégraphique est comprise entre 12 et 16 mots par minute. 
Dans l’ordre de priorité :
- Détresse SOS (sauf sur un message de détresse déjà en cours)
- Urgence XXX (sauf sur un message de détresse et sauf sur un message d’urgence déjà en cours)
- Sécurité TTT (sauf sur un message de détresse ou d’urgence et sauf sur un message de sécurité déjà en cours)
- Routine (sauf sur un message en cours)

## Les antennes

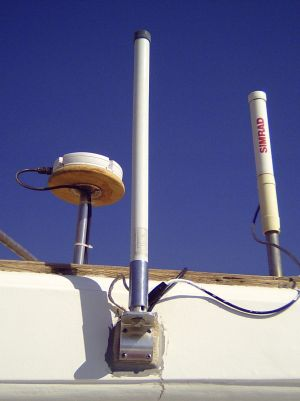
Antenne Navtex (Réception unique) 490 kHz.

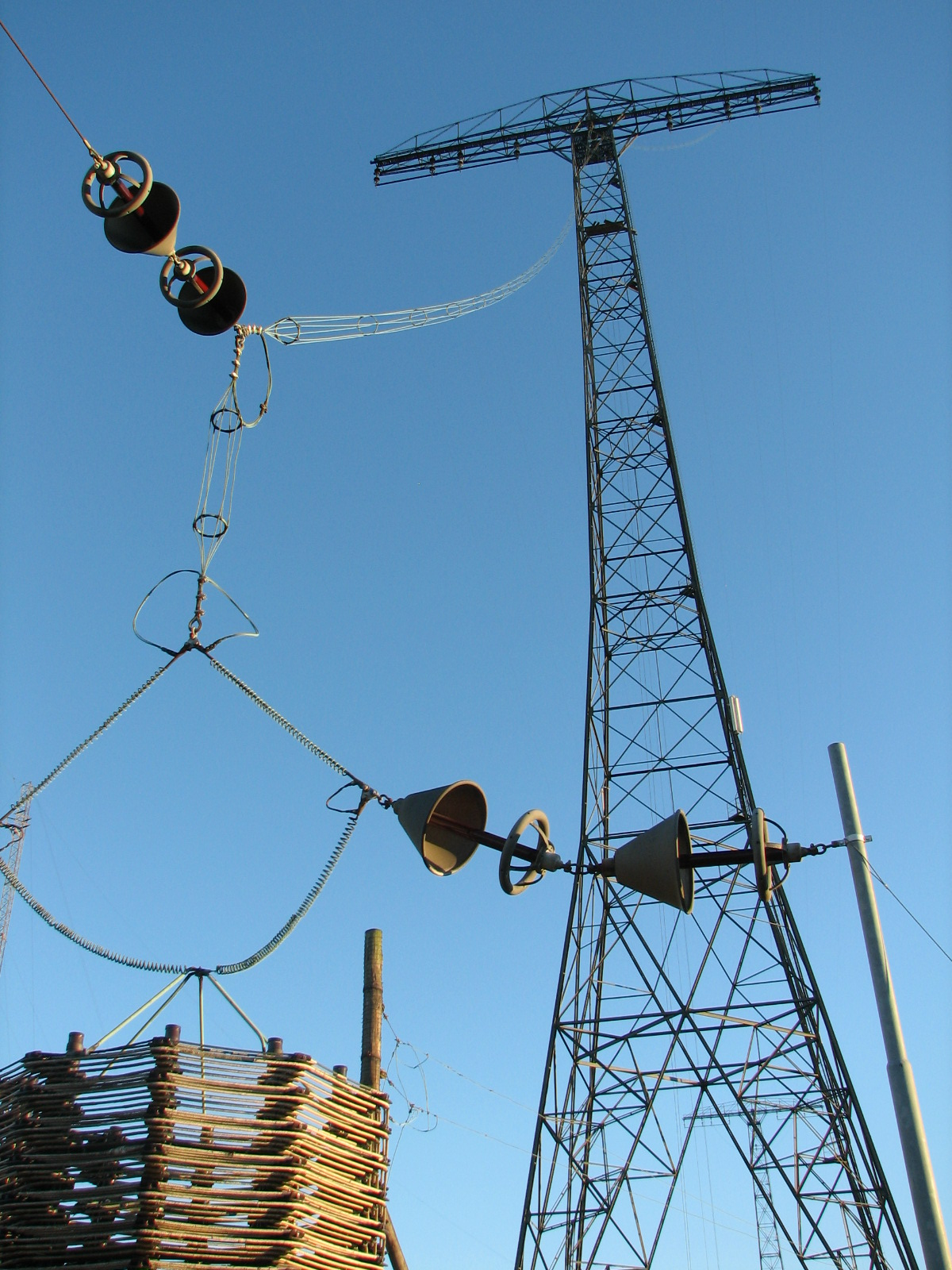
Antenne utilisable pour la bande hectométrique.

Les antennes les plus utilisées sur cette bande:
- Antenne cadre
- Antenne marguerite [15]
- l’antenne Navtex : 490 kHz, modifié pour la bande 472 à 479 kHz (Réception unique) [16]
- l’antenne en "L"
- l’antenne long-fil ou l’antenne "fil"
- Antenne en T
- l’antenne Beverage
- Antenne fouet à capacité terminale
- Antenne fouet hélicoïdale
- Antenne fouet à bobine (10 watts imput sur 475 kHz arrivant à une antenne verticale de 10 mètres, le tout correctement adapté donne 100 mW ERP)
- Antenne fouet cerf-volant
- L'antenne radioélectrique pour être efficaces est longue d'une demi-onde (de plusieurs centaines de mètres) peut être soutenue par un cerf-volant porte antenne de type stationnaire ou par un ballon porte antenne[17] pour la réception des ondes radioélectriques des basse fréquence et moyenne fréquence.

## Propagation en ondes moyennes
La propagation sur 475 kHz se produit par deux mécanismes entièrement distincts et différents: 
- L'onde de sol.
- L'onde d’espace.

### Onde de sol

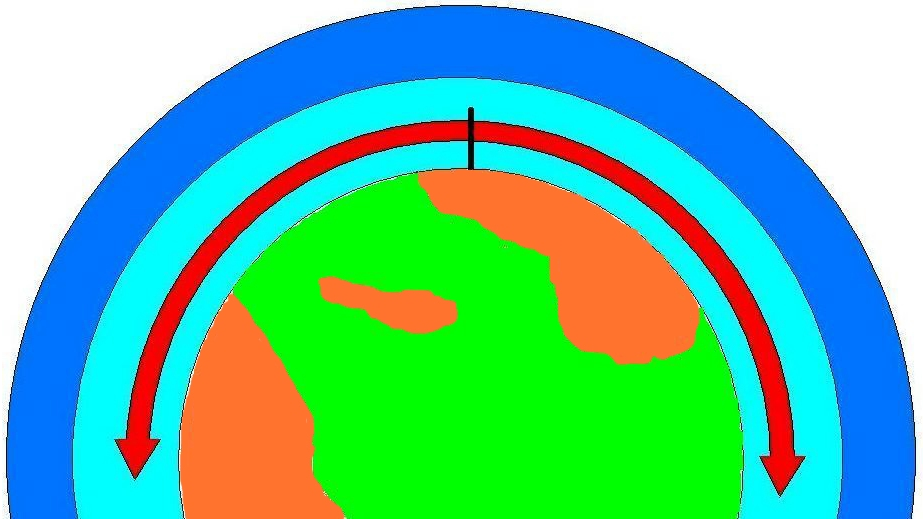
La propagation par l'onde de sol sur la surface de la Terre.

Les ondes de sol voyagent à la surface de la Terre (entre le sol et la couche ionisée D de l’atmosphère). L'onde de fréquence 475 kHz se propage régulièrement le jour et avec un léger renforcement la nuit. 
L'atténuation de l’énergie de l’onde de sol est en fonction du carré de la distance, sans tenir compte de la courbure de la terre sur une base kilomètres/watts exponentielle par l'Établissement de l'équation de propagation à partir des équations de Maxwell. La réception diurne par onde de sol des stations marines de 1 kW de 2 000 km est possible sur une mer particulièrement salée (et donc plus conductrice). Dans les mêmes conditions, un signal par onde de sol se propageant sur un terrain rocheux pourrait couvrir à peine 500 km (  ).
Un émetteur de 1 kW sur la longueur d'onde de 600 mètres, donne à 100 km un champ de 20 µV/m sur terrain mauvais conducteur et 800 µV/m sur terrain bon conducteur (  ). 
- Essai et mesures avec un émetteur à étincelles de 1 000 W et des récepteurs à détecteur magnétique et à détecteur électrolytique et avec le fameux poste galène ([20]).
- La réception à une portée de 60 km dans le désert
- La réception à une portée de 250 km sur un sol normal (ni sec ni marécageux)
- La réception à une portée de 1000 km sur une mer

Portée de l'onde de sol en fonction de la puissance rayonnée sur la longueur d'onde de 600 mètres
| Puissance rayonnée | Portée sur mer | Portée sur terrain |
| ------------------ | -------------- | ------------------ |
| 0,1 W              | 60 km          | 30 km              |
| 1 W                | 100 km         | 50 km              |
| 10 W               | 200 km         | 100 km             |
| 100 W              | 500 km         | 300 km             |
| 1 000 W            | 1 000 km       | 500 km             |

### Onde d’espace

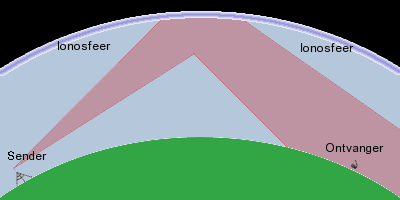
La propagation par onde réfléchie entre ciel et terre.

- Dans la journée, l’onde d’espace est totalement absorbée par l’ionosphère.
- De nuit, on rencontre en partant de l’émetteur une zone de réception par onde de sol, une zone de silence, une zone de réception indirecte, une zone de silence, une zone de réception indirecte, une zone de silence et ainsi de suite. L’énergie radiofréquence est réfléchie par les couches de l'ionosphère. Ces réflexions successives entre la mer (ou le sol) et les couches de l'ionosphère permettent des liaisons radiotélégraphiques intercontinentales nocturnes pour l’opérateur radio d’une station correctement équipé et informé. Beaucoup de radiotélégraphistes, dans de nombreuses parties du monde, ont capté des stations de nombreux pays dans les années passées.

### Onde de sol et onde d’espace
- Dans la journée, l’onde d’espace du signal est totalement absorbée par la partie basse de l’ionosphère et une réception stable des stations s’établit par onde de sol.
- Quand l’absorption de l’onde d’espace commence à disparaître aux environs du crépuscule, un taux significatif de l’onde d’espace commence à revenir sur la mer (ou le sol), loin de l’émetteur. Aux endroits où les ondes de sol et d’espace sont présentes c'est la zone de fading. L’interférence de ces deux signaux produit une distorsion et un fading sévère à la réception : instables en amplitude et en phase. Qui peut être régulier, irrégulier, lent, rapide, sélectif ou déformant.
- Ainsi des stations reçues avec un signal clair et puissant le jour, développent un fading prononcé et caractéristique à partir du crépuscule.

### La ligne grise

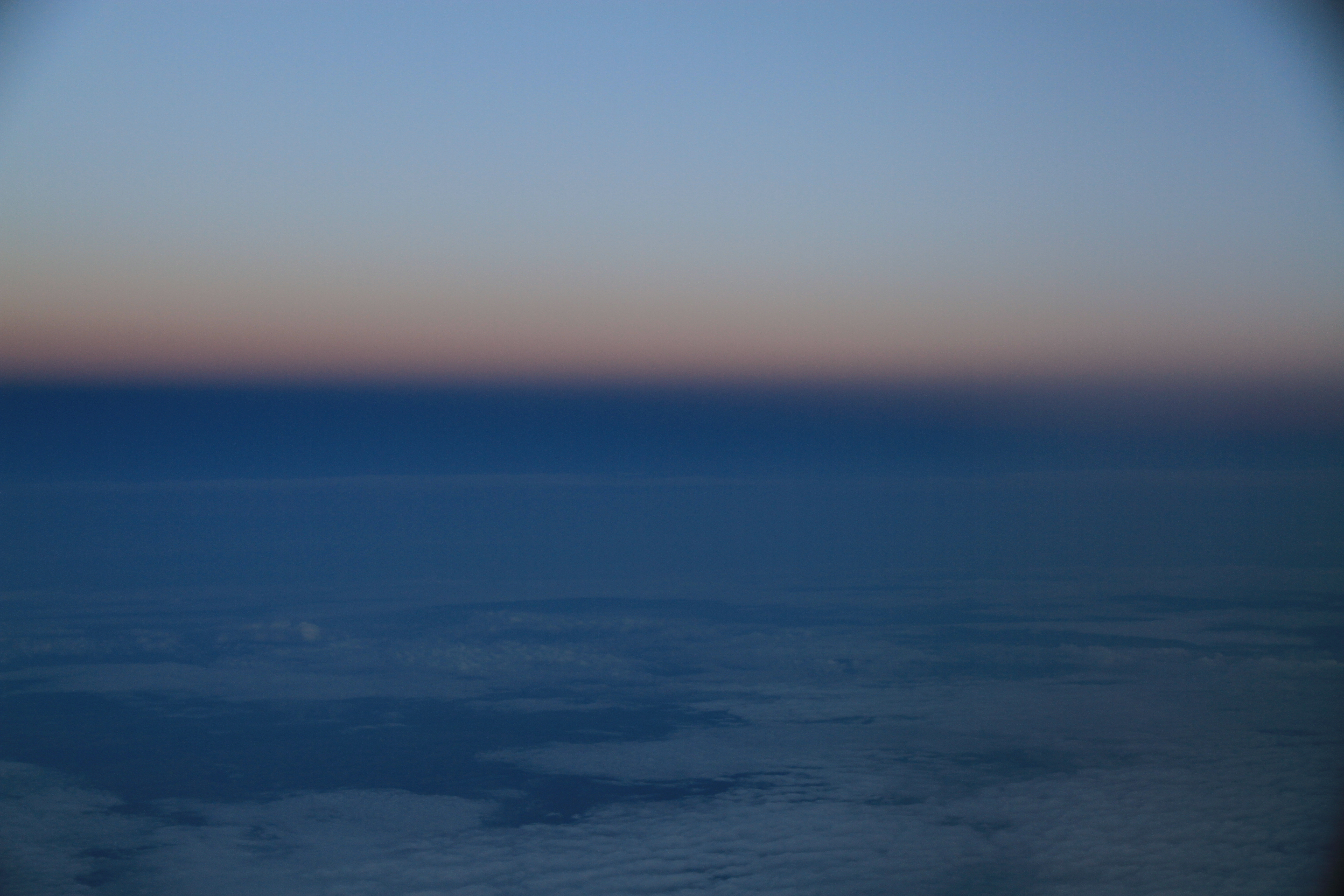
Ligne grise (ou Grey line).

- Le matin ou le soir quand la terre entre ou sort de la nuit, une zone entre le ciel bleu en jour et le ciel transparent de la nuit est appelée ligne grise ou Grey line en anglais, c'est le moment plus favorable pour les radiocommunications à longue distance. La ligne grise relie un pôle à l'autre et se modifie au gré des saisons modifiant du coup la propagation à longue distance de cette bande, cela pour une durée de 30 minutes.

Cliquer sur le lien et visualisez la ligne grise en temps réel

Pour obtenir la carte actualisée de la Terre. 

## Système de transmission par le sol

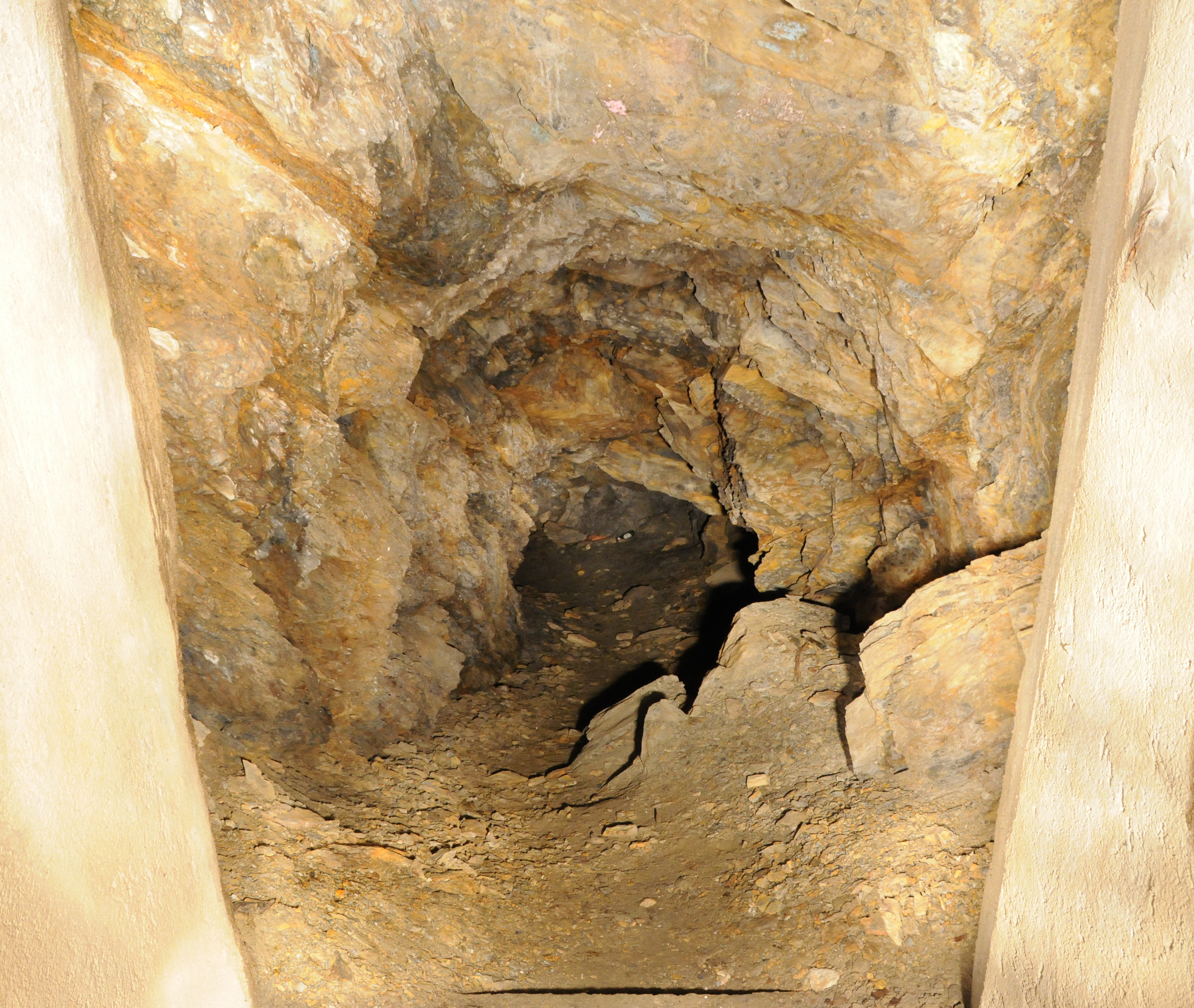
Cavité souterraine.

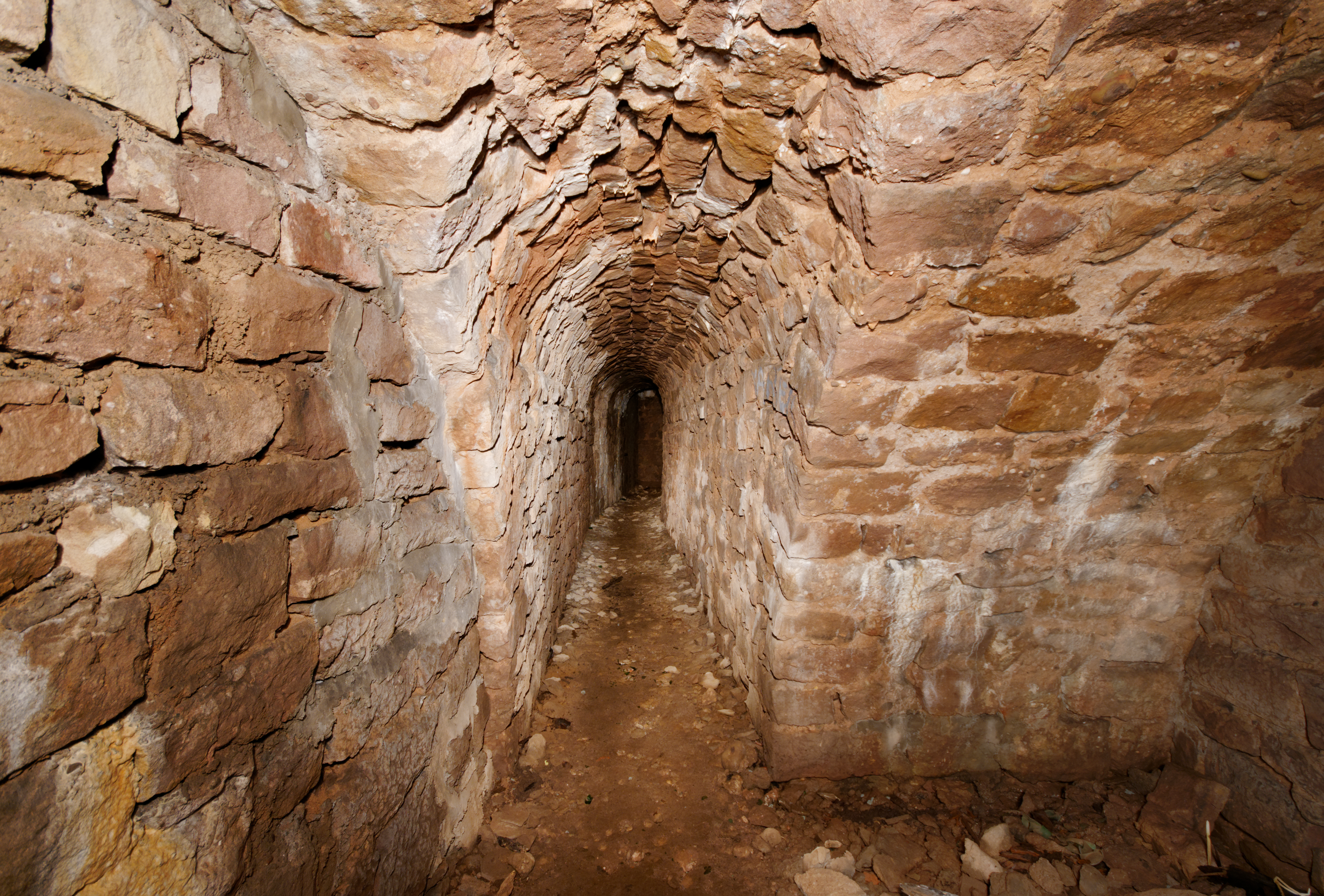
Cavité souterraine.

Le système de radiocommunication par le sol en milieu souterrain est utilisé en spéléologie en particulier pour les opérations de secours.
Le Système Nicola est un système émetteur/récepteur BLU super hétérodyne. Le courant électrique dans la bande radioamateur des 472 à 479 kHz est généré dans le sol par deux par deux électrodes qui terminent un dipôle électrique d'une longueur comprise entre de deux fois 20 mètres et deux fois 80 mètres. Une électrode est plantée sur une des parois et l'autre électrode est plantée sur la paroi opposée ou bien une électrode est plantée au sol et l'autre électrode est plantée au plafond. Cela pour profiter de la plus grande tension entre les deux électrodes. Le Système Nicola permet une liaison radio entre plusieurs postes à travers plusieurs centaines de mètres de roche calcaire. Il permet ainsi une grande simplification des opérations de secours spéléologiques en offrant un moyen de communication entre le sous-sol et la surface très simple à mettre en place.

## Notes et références

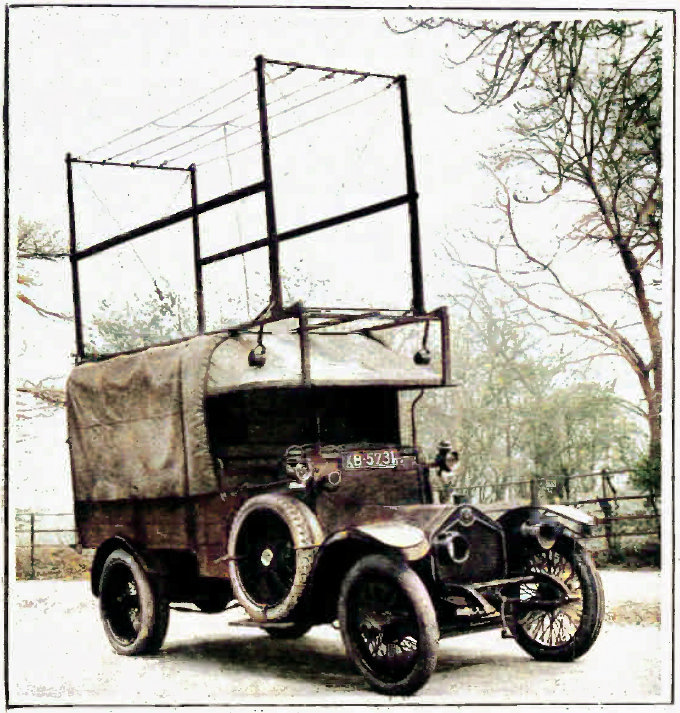
Antenne en T sur une voiture.

### Sources
- Manuel à l’usage des services mobile maritime
- Conférence de Berlin de 1906.
- Les livres écrits par Camille Tissot.